# Монтефорте Толедо, Марио
Марио Монтефорте Толедо (исп. Mario Monteforte Toledo; 15 сентября 1911, город Гватемала — 4 сентября 2003, там же) — гватемальский писатель

, драматург, социолог и политик. В период Гватемальской революции играл важную роль при правительствах Хуана Хосе Аревало и Хакобо Арбенса, в том числе в качестве посла в Организации Объединенных Наций с 1946 по 1947 год, депутата Национального конгресса с 1947 по 1951 год и одновременно председателя Конгресса и вице-президента с 1948 по 1949 год, прежде чем уйти из политики в 1951 году.

## Биография
Окончил Университет Сан-Карлос в Гватемале по специальности юрист, а в 1939 году — Сорбоннский университет по специальности социолог. Видный активист Объединённой партии революции и Партия революционного действия, он вёл активную общественную жизнь после свержения в 1944 году диктатора Хорхе Убико Кастаньеды, особенно с 1946 по 1951 год. Он был избран депутатом, в 1946 году отправился в Нью-Йорк в качестве представителя своей страны в ООН, а два года спустя стал вице-президентом Республики во время правления Хуана Хосе Аревало. Он также был председателем Национального конгресса.
После переворота против президента Арбенса в 1954 году Монтефорте в 1956 году из-за запрета Карлосом Кастильо Армасом политических партий уехал в изгнание в Мексику, где пребывал до 1987 года, преподавал на факультете политических наук Национального автономного университета Мексики. Смог вернуться на родину только после 35-летнего изгнания после прихода к власти Винисио Сересо.
Монтефорте Толедо всегда был поклонником культуры коренных народов Гватемалы, однако главными его увлечениями были литература и театр. Его сочинения раскрывают отношения между человеком и природой, а также эксплуатацию гватемальского крестьянства. Мастер повествовательной прозы, Марио Монтефорте в 1993 году был удостоен Национальной премии Гватемалы в области литературы «Мигель Анхель Астуриас» за свои произведения. Умер от сердечной недостаточности в возрасте 92 лет.

## Опубликованные произведения

### Романы
- Anaité (1948)
- Entre la piedra y la cruz (1948)
- Donde acaban los caminos (1952)
- Una manera de morir (1958)
- Llegaron del mar (1966)
- Los desencontrados (1977)
- Unas vísperas muy largas (1996)
- Los adoradores de la muerte (2000)

### Рассказы
- La cueva sin quietud (1949)
- Cuentos de derrota y esperanza (1962)
- Casi todos los cuentos (антология) (1982)
- Pascualito (детская сказка) (1991)
- La isla de las navajas (1993)
- Cuentos de la Biblia (2001)

### Эссе
- Guatemala. Monografía sociológica (1959—1965)
- Las piedras vivas (1965)
- Centroamérica, subdesarrollo y dependencia (1973)
- Mirada sobre Latinoamérica (1975)
- Literatura, ideología y lenguaje (1983)
- Los signos del hombre (1984)
- Las formas y los días — El barroco en Guatemala (1989)
- Palabras del retorno (1992).